# Национальная галерея Зимбабве
Национальная галерея Зимбабве (NGZ) — галерея в Хараре, Зимбабве, созданная для собирания и экспозиции современного искусства и визуального культурного наследия Зимбабве. Её история началась с Национальной галереи Родезии, основанной англичанином Франком Макьюаном (англ. Frank McEwen). Официально галерея была открыта королевой Елизаветой Боуз-Лайон 16 июля 1957 года. В октябре 1991 года шестую выставку зимбабвийского наследия посетила и королева Елизавета II.
Макьюан оставался куратором галереи с 1957 года до ухода на пенсию в 1973. Его место занял Рой Гатри (Roy Guthrie), известный тем, что в 1970 основал Скульптурный парк Чапунгу. В 2007 галерея широко отметила своё пятидесятилетие. На 2014 год исполнительный директор галереи — Дорин Сибанда (Doreen Sibanda), а куратор — Рафаэл Чикуква (Raphael Chikukwa). В совет опекунов входит известный скульптор Доминик Бенгура.

## Филиалы
Во втором по величине городе Зимбабве, Булавайо, открыт филиал NGZ под названием «Национальная галерея в Булавайо». Несколько лет эта галерея находилась в здании старого рынка рядом с ратушей, но с 1993 переехала в более просторное здание на главной улице города (Douslin House, Main Street), двухэтажный особняк 1901 года постройки. Директорами филиала являются Стефен Вильямс (Stephen Williams), Ивонн Вера и Адделис Сибута (Addelis Sibutha).
«Национальная галерея Зимбабве в Мутаре» открылась в 1999 году в первой больнице города Мутаре. Больница была построена в 1897 году и известна как «дом Копье» (Kopje House), в конце 1970-х получила статус государственного памятника и перешла в руки управления национальных музеев и памятников. В этом филиале работают пять человек под управлением Элизабет Мууша (Elizabeth Muusha). Выставка обновляется раз в год как из запасников основной галереи в Хараре, так и с помощью местных художников.

## История

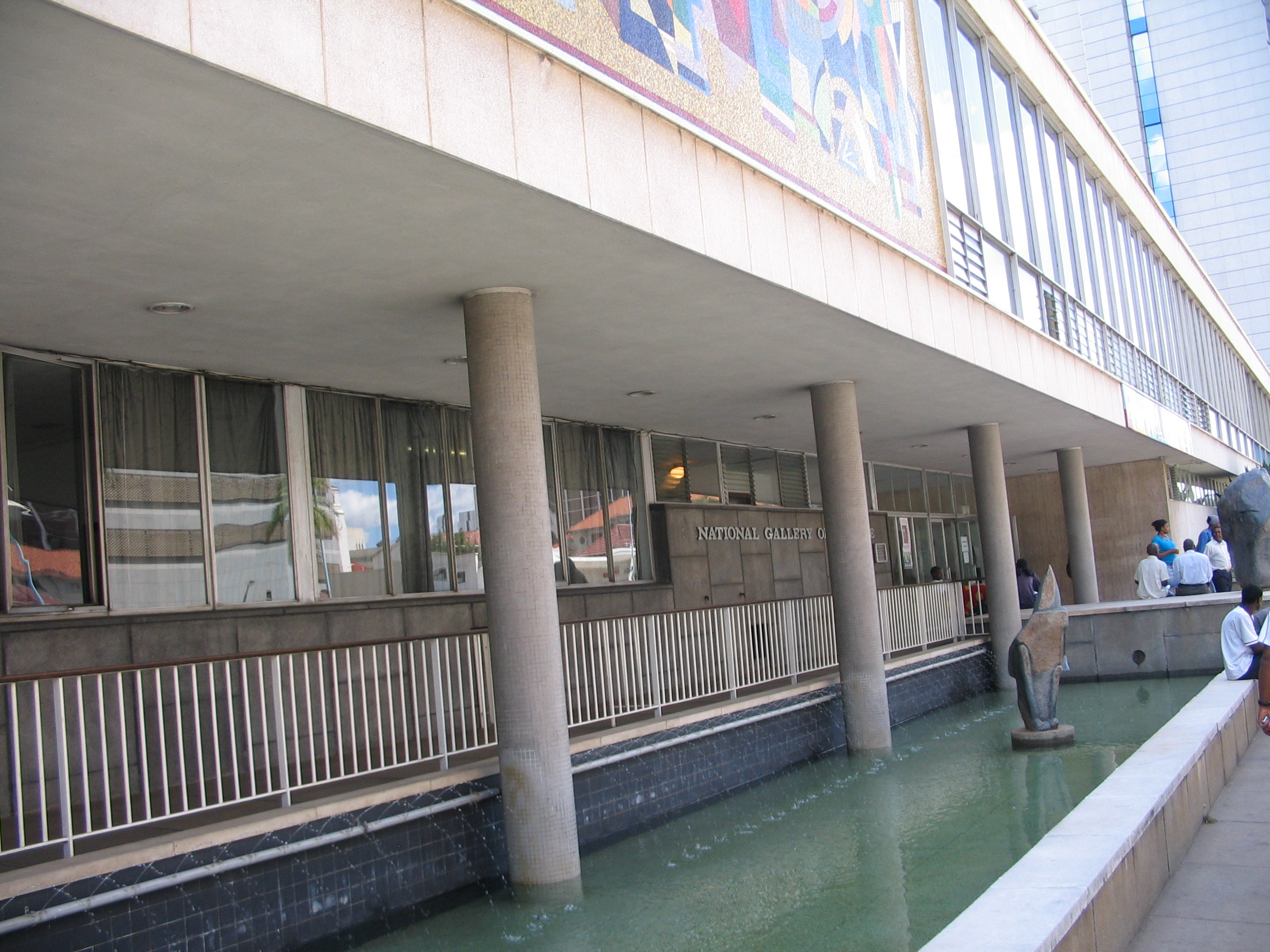
Вход в Национальную галерею Зимбабве

Национальная галерея Зимбабве существует с 1957 года и застала переход от колониализма к независимости, сыграв решающую роль в выходе зимбабвийских художников на мировой рынок искусства. Создание подобной галереи было запланировано ещё в тридцатые годы, но Вторая мировая парализовала действия колониального правительства. Тем не менее, важный шаг был сделан в 1943 году со смертью сэра Джеймса Макдональда, друга и коллеги Сесиля Родса, который завещал £ 30,000 в пользу «людей колонии» на создание галереи искусств и музея искусств в Солсбери в Южной Родезии. Через десять лет был создан совет основателей галереи, который возглавил губернатор Южной Родезии. После одобрения парламентом закона о национальных галереях совет основателей был заменён советом опекунов, во главе которого стал майор (и затем сэр) Стефен Куртальд. В 1962 году он покинул пост, но не перестал поддерживать галерею — он и его жена стали первыми спонсорами.
Галерея была создана как национальный институт, представляющий Южную Родезию, Северную Родезию и Ньясаленд. С 1953 по 1963 года она официально подчинялась Федерации Родезии и Ньясаленда. Городской совет Солсбери согласился взять на себя ответственность за строительство, развитие и администрирование Галереи, а одно из мест в совете опекунов было зафиксировано за мэром Солсбери. Совет нашёл средства для строительства подходящего здания, назначил директора и наметил распределение доступных ресурсов для создания полноценной постоянной коллекции.